# Ейприл Уинчъл
Ейприл Уинчъл (на английски: April Winchell; родена на 4 януари 1960 г.) е американска актриса, сценаристка, водеща на радио токшоута, коментатор, озвучаваща актриса и комик. От 1996 г. е официалният глас на Кларабел в анимационните поредици на Дисни.
Баща ѝ е Пол Уинчъл, познат като гласа на Дик Дастардли в сериалите на Хана-Барбера.

## Кариера

### Актриса
Озвучава стотици анимационните сериали, сред които „Клуб Маус“, „Клубът на Мики Маус“, „Мики Маус (сериал)“ и „Мики и приятели състезатели“ в ролята на Кларабел, „Отбор Гуфи“ в ролята на Пег Пийт, „Голямото междучасие“ в ролята на Г-жа Мюриъл Финстър, Bonkers в ролята на Дил Пикуел, „Пепър Ан“ в ролята на майката на Пепър, Лидия Пиърсън, „Децата от класна стая 402“ в ролята на Г-ца Грейвс и майката на Нанси, „Легенда на Тарзан“ в ролята на Търк (поемайки ролята от Роузи О'Донъл), „101 далматинци: Сериалът“ в ролята на Круела Де Вил, SWAT Kats: The Radical Squadron в ролята на Моли Мейндж и други. Също така участва в „Робо и Страшко“, „Финиъс и Фърб“ и „Ким Суперплюс“.
От 2013 до 2016 г. озвучава Силвия в сериала на Disney Channel „Уондър“.

## Личен живот
Уинчъл е дъщеря на актьора и вентрилоквист Пол Уинчъл и Нина Ръсел.
Има връзка с Кевин Спейси, когато двамата са в гимназията. От 2013 г. е омъжена за Джон Фоули.

## Частична филмография

### Филми
| Година | Име                                        | Роля                        | Бележки |
| ------ | ------------------------------------------ | --------------------------- | ------- |
| 1988   | Кой натопи Заека Роджър                    | Г-жа Хърман и бебешки звуци |         |
| 1990   | Семейство Джетсън: Филмът                  | Допълнителни гласове        |         |
| 1998   | Мравката Z                                 | Допълнителни гласове        |         |
| 2001   | Лейди и Скитника 2: Приключенията на Скамп | Г-жа Махоуни                |         |
| 2002   | Тарзан и Джейн                             | Търк                        |         |
| 2004   | Мулан 2                                    | Допълнителни гласове        |         |
| 2005   | Омагьосаният Кронк                         | Хилди, Мардж и Тина         |         |
| 2013   | Университет за таласъми                    | Допълнителни гласове        |         |
| 2013   | Аз, проклетникът 2                         | Допълнителни гласове        |         |
| 2015   | У дома                                     | Буув                        |         |

### Сериали
| Година      | Име                                            | Роля                                                                                       | Бележки                                                        |
| ----------- | ---------------------------------------------- | ------------------------------------------------------------------------------------------ | -------------------------------------------------------------- |
| 1972 – 1973 | Детска сила                                    | Кони                                                                                       | Първата ѝ роля в озвучаването                                  |
| 1990 – 1993 | Том и Джери хлапаци                            | Допълнителни гласове                                                                       |                                                                |
| 1992        | Отбор Гуфи                                     | Пег Пийт                                                                                   |                                                                |
| 1992        | Чернокрилият паток                             | Бианка Бийксли                                                                             | Епизод: Fraudcast News                                         |
| 1993 – 1994 | Bonkers                                        | Дил Пикуел                                                                                 |                                                                |
| 1993 – 1995 | SWAT Kats: The Radical Squadron                | Моли Мейндж                                                                                |                                                                |
| 1994        | Аладин                                         | Жена                                                                                       | Епизод: The Flawed Couple                                      |
| 1996 – 1997 | Jungle Cubs                                    | Възрастна маймуна, Майка птица, допълнителни гласове                                       |                                                                |
| 1996 – 1997 | Великите патета                                | Таня                                                                                       |                                                                |
| 1997        | Крякаща тайфа                                  | Кмет, Полицайка и Викинг                                                                   | 2 епизода                                                      |
| 1997        | Екстремен лов на духове                        | Сервитьорка                                                                                | Епизод: „Дяволът от Джърси“                                    |
| 1997 – 1998 | 101 далматинци (сериал)                        | Круела Де Вил                                                                              |                                                                |
| 1997 – 2000 | Пепър Ан                                       | Лидия Пиърсън, Баба Лили и Г-жа Старк                                                      |                                                                |
| 1997 – 2001 | Голямото междучасие                            | Г-жа Финстър                                                                               |                                                                |
| 1998        | Джак, лудия пират                              | Принцеса, Рецепционистка, Стража на Изкусителката Виктория                                 | Епизод: „999 удоволствия“ Епизод: „Джак, убиецът на дракони“   |
| 1999 – 2001 | Децата от класна стая 402                      | Г-ца Грейси Грейвс, Майката на Нанси и други                                               |                                                                |
| 2001 – 2002 | Клуб Маус                                      | Кларабел и Майката на Лудвиг фон Дрейк                                                     |                                                                |
| 2001 – 2003 | Легенда за Тарзан                              | Търк                                                                                       |                                                                |
| 2001 – 2004 | Лойд в космоса                                 | Командир Нора Небюлон                                                                      |                                                                |
| 2002        | Големите шпионки                               | Г-жа Брукс и Директор Вийгън                                                               | Епизод: „Момичета от Силициевата долина“                       |
| 2002 – 2007 | Ким Суперплюс                                  | Триша Липовски, Бърнийс, Баба Крокет, Лелка, Водеща на готварско шоу, Г-жа Гайд и Репортер | 8 епизода                                                      |
| 2003 – 2006 | Лило и Стич: Сериалът                          | Г-жа Едмъндс, Леля Сали и Г-жа Финстър                                                     | 8 епизода                                                      |
| 2006 – 2007 | Легионът на супергероите                       | Уинема Уазу                                                                                | 2 епизода                                                      |
| 2006 – 2015 | Клубът на Мики Маус                            | Кларабел                                                                                   |                                                                |
| 2008 – 2014 | Финиъс и Фърб                                  | Бланка, Бриджит Ошиноми, Мона и Принцеса Лея                                               | 9 епизода                                                      |
| 2010        | Шоуто на Гарфийлд                              | Г-жа Ван Гелт, Г-жа Горманд                                                                | Епизод: „Разглезено коте“ Епизод: „В съзнанието на Еди Горман“ |
| 2010        | Щурият Бутовски                                | Хелга                                                                                      | Епизод: Battle for the 'Snax                                   |
| 2011        | Любопитният Джордж                             | Мелани и Чила ДеУинтър                                                                     | 2 епизода                                                      |
| 2011        | Скуби-Ду! Мистерия ООД                         | Уина и Сервитьорка                                                                         | Епизод: Nightfright                                            |
| 2012        | Бен 10: Омнивърс                               | Кралица Ворейша Ръмбълтъм                                                                  | Епизод: „Стомашни проблеми“                                    |
| 2013        | Кунг-фу панда: Легенди за страхотния боец      | Господарката Муган                                                                         | Епизод: „Историята на Тигрица“                                 |
| 2013 – 2016 | Уондър                                         | Силвия                                                                                     |                                                                |
| 2014 – 2015 | Хлебопатета                                    | Мама чудовище                                                                              | 2 епизода                                                      |
| 2015; 2019  | Принцеса Бътърфлай в битка със силите на злото | Сфинкс с гатанка Майка на рижа                                                             | Епизод: Quest Buy Епизод: The Knight Shift                     |
| 2016        | Мики Маус (сериал)                             | Кларабел                                                                                   | Епизод: No Reservations                                        |
| 2017        | София Първа                                    | Уинди                                                                                      | Епизод: „Мистичните острови: Принцесата и пазителят“           |
| 2017 –      | Мики и приятели състезатели                    | Кларабел                                                                                   |                                                                |
| 2018 – 2021 | Патешки истории                                | Зенит, допълнителни гласове                                                                | 14 епизода                                                     |
| 2019 –      | Амфибия                                        | Фенс и Брадък                                                                              | 6 епизода                                                      |
| 2020        | DC Super Hero Girls                            | Антиопи                                                                                    | Епизод: "#AwesomeAuntAntiope"                                  |